# 梅里菲爾德 (明尼蘇達州)
梅里菲爾德（英語：Merrifield）是位於美國明尼蘇達州克羅溫縣萊克愛德華鎮區的一個普查規定居民點。

## 人口
根據2020年美國人口普查的數據，梅里菲爾德的面積為1.41平方千米，當中陸地面積為1.41平方千米，而水域面積為0.00平方千米。當地共有人口140人，而人口密度為每平方千米99.29人。